# میونیت
میونیت یک کانی سیلیکاتی است که در گروه اسکاپولیت‌ها جای دارد. گروهی با فرمول شیمیایی Ca4Al6Si6O24CO3. برخی از نمونه‌های میونیت دارای گروه‌های سولفات نیز می‌باشند.
این کانی برای اولین بار در سال ۱۸۰۱ در کوه وزوو در ایتالیا پیدا شد.